# Monographella cucumerina
Monographella cucumerina är en svampart som först beskrevs av Lindf., och fick sitt nu gällande namn av Arx 1984. Monographella cucumerina ingår i släktet Monographella, ordningen kolkärnsvampar, klassen Sordariomycetes, divisionen sporsäcksvampar och riket svampar.   Inga underarter finns listade i Catalogue of Life.
I den svenska databasen Dyntaxa används istället namnet Plectosphaerella cucumerina för samma taxon.  Arten är reproducerande i Sverige.